# Le Chant du loup (film, 1929)
Pour les articles homonymes, voir Le Chant du loup.
Pour plus de détails, voir Fiche technique et Distribution.
Le Chant du loup (The Wolf Song) est un film américain réalisé par Victor Fleming et sorti en 1929.

## Synopsis
Sam Lash est un trappeur qui ne connait que l'appel de l'aventure. Par hasard, il fait la connaissance de Lola Salazar, la fille d'une riche famille mexicaine et l'épouse, malgré son aversion pour le mariage. Mais, très vite, son ancienne existence lui manque et il décide de rejoindre ses compagnons d'autrefois...

## Fiche technique
- Titre : Le Chant du loup
- Titre original : The Wolf Song
- Réalisation : Victor Fleming
- Scénario : John Farrow, Keene Thompson, d'après le roman d'Harvey Fergusson
- Chef-opérateur : Allen G. Siegler
- Musique : Max Bergunker, Gerard Carbonara
- Montage : Eda Warren
- Assistant-réalisateur : Henry Hathaway
- Production : Lucien Hubbard pour Paramount Pictures
- Durée : 80 min
- Date de sortie :
  - États-Unis : 30 mars 1929

## Distribution
- Gary Cooper : Sam Lash
- Lupe Vélez : Lola Salazar
- Louis Wolheim : Gullion
- Constantine Romanoff : Rube Thatcher
- Michael Vavitch : Don Solomon Salazar
- Ann Brody : Duenna
- Russ Columbo : Ambrosio Guiterrez
- Augustina López : Louisa
- George Regas : Black Wolf
- Leone Lane
- Guy Oliver